# 波马尔
波马尔（法語：Pommard，發音：[pɔmaʁ] ⓘ），法国东部市镇，位于勃艮第-弗朗什-孔泰大区科多尔省，隶属于博讷区，其市镇面积为10.05平方公里，2022年1月1日时人口数量为444人，在法国市镇中排名第17,746位（2022年）。
波马尔位于科多尔省南部，科多尔山东部边缘，博讷市区西南侧，是博讷的一个卫星城。波马尔因当地出产的同名葡萄酒而闻名，后者已于1936年获得原产地命名控制。

## 地名来源
“Pommard”一名的来源及含义均尚缺乏官方论述。

## 历史
波马尔的早期历史尚不清楚。根据当地官方网站的论述，波马尔境内的“Pierre Brûlée”史前巨石阵是当地最古老的人类活动遗迹。古典时期，波马尔被古罗马人占领，此后当地出现了葡萄酒种植活动。中世纪时，波马尔长期为勃艮第公国的一部分。波马尔城堡及教堂分别于1726年和1754年建成。法国大革命后，波马尔成为科多尔省的一个市镇。自十九世纪初以来，波马尔的城市形态及规模未再发生明显变化，当地人口数量自十九世纪末起逐年下降。

## 地理

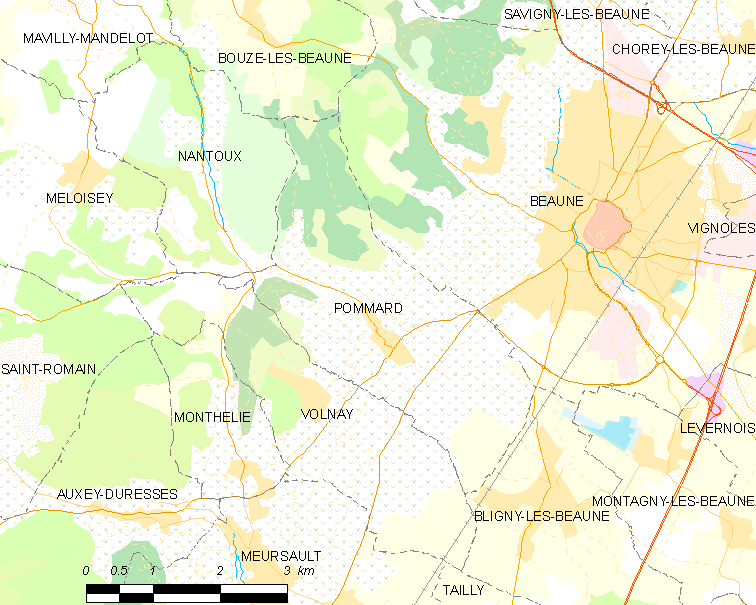
波马尔市镇范围地图

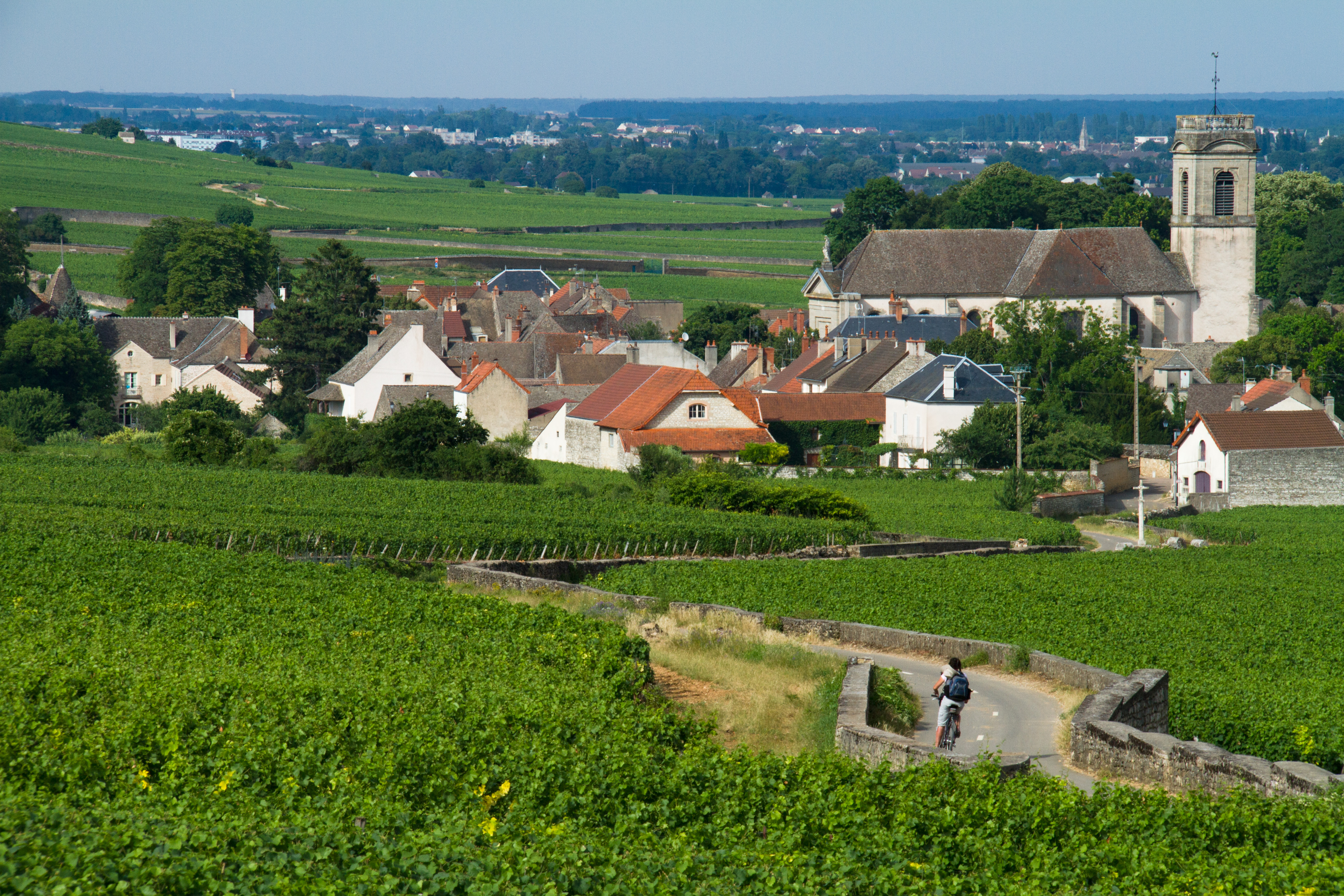
远眺波马尔镇中心及其周边的葡萄酒种植园

波马尔位于法国东部，勃艮第-弗朗什-孔泰大区中部和科多尔省南部，距离省会第戎大约47公里。与波马尔接壤的市镇包括：布兹莱博讷、博讷、布利尼莱博讷、楠图和沃尔奈。

### 地形
波马尔位于科多尔山脉东部边缘，境内以丘陵和浅丘为主，市镇中心位于一处山前峪口冲击带上，地势较为平坦，西侧则为坡地，全境海拔在215到411米之间。

### 水文
波马尔位于罗讷河流域范围内，阿旺德讷河（L'Avant-Dheune）自西北向东南流经其镇中心。

### 植被
波马尔属于温带阔叶混交林区，林地多分布于河流附近及坡地地带，其市镇范围内的大部分河谷及缓丘地带被开辟为葡萄酒种植园区。
在鲜花城市的评比中，波马尔暂未被评级。

### 自然灾害
波马尔的地震危险度等级为2级，属于低危险；氡辐射等级为1级，属于低危险。1982至2025年5月间，波马尔境内共发生1次有记录的自然灾害，为1次干旱（2022年）。

### 气候
波马尔在柯本气候分类法中属于带有一定大陆性气候特征的温带海洋性气候（Cfb）。

## 行政区划
波马尔的市镇编号为21492，邮政编号为21630。
在行政管理方面，波马尔隶属于法国勃艮第-弗朗什-孔泰大区科多尔省博讷区；在地方选举方面，波马尔隶属于拉杜瓦-塞里尼县，其市镇范围全境被划入科多尔省第五选区；在社会管理方面，波马尔是博讷城市圈公共社区的组成部分。
截至2025年6月，波马尔市镇范围内暂无任何安全优先街区及城市政策优先街区。
法国国家统计与经济研究所（简称“INSEE”）在进行数据统计时，未将波马尔划入任何城市核心区（Unité urbaine），并将包括波马尔在内的周边共64个市镇划入博讷城市辐射区。此外，INSEE还将波马尔市镇整体看作一个“块区”（IRIS），以便于统计人口分布情况。

## 交通

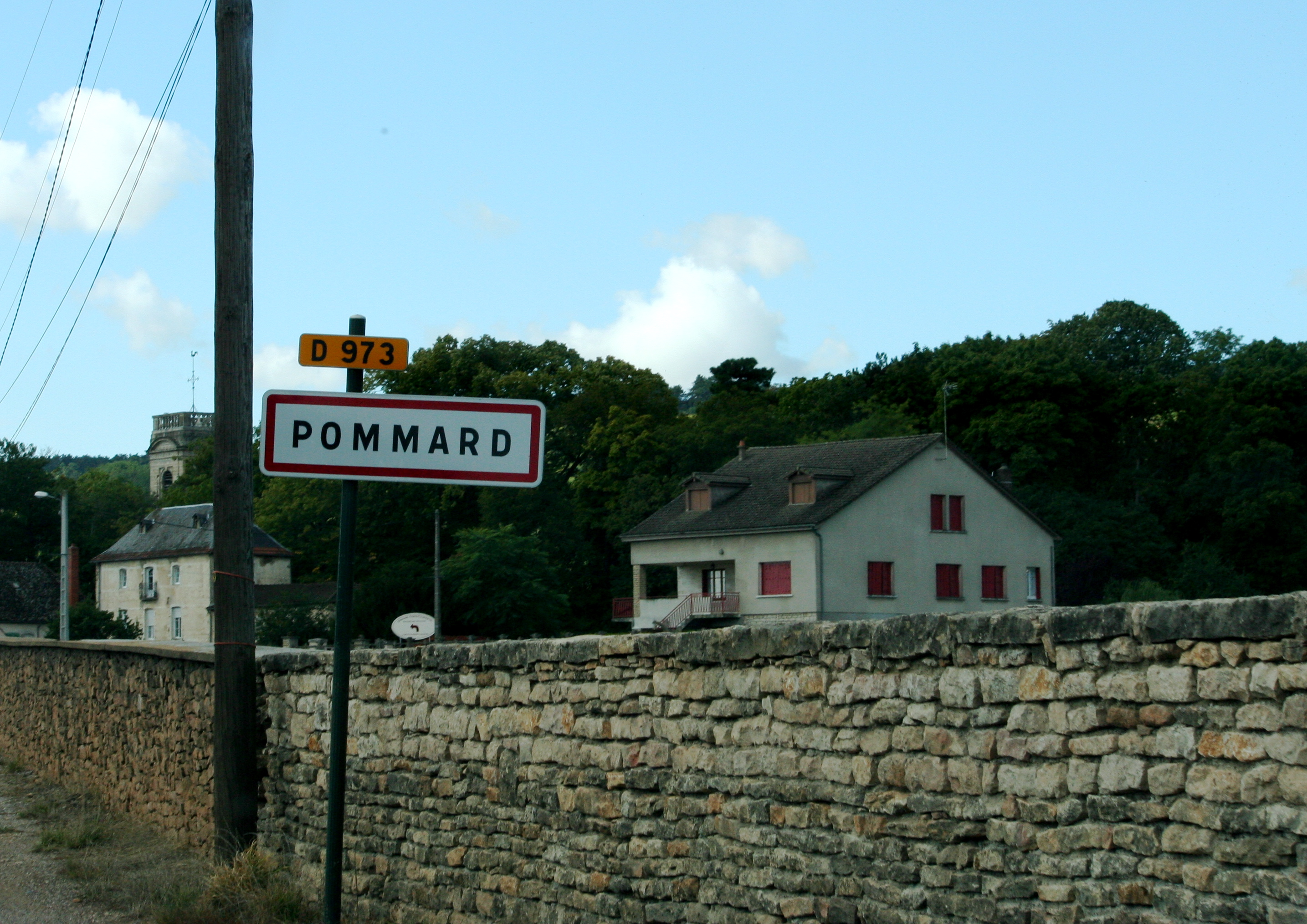
波马尔入城路牌

### 公路
科多尔省省道D17线、D23线、D973线和D974线在波马尔境内交汇。
2021年，62.3%的波马尔家庭拥有至少一辆私人汽车。2023年，波马尔境内共发生各类交通事故1起，造成1人重伤。
| 24.1 | 5.5 |

| 第戎 | 49 |

| 博讷 | 4.5 |

| 拉罗什波 | 12 |

### 铁路
距离波马尔最近的运营中的客运铁路车站为5公里外的博讷站，该站停靠少量前往斯特拉斯堡及马赛方向的高速列车，以及往返于巴黎—马孔/里昂和第戎—讷韦尔一线的区域列车。

### 航空
波马尔距离多勒机场的高速公路里程大约66公里。

### 城市公共交通
波马尔是博讷城市公共交通（商业名称为“Côte & bus”）的服务覆盖范围。截至2025年6月，该系统共包括6条市区公交线路和6条郊区线路，其中公交20路经过波马尔市区。

## 政治

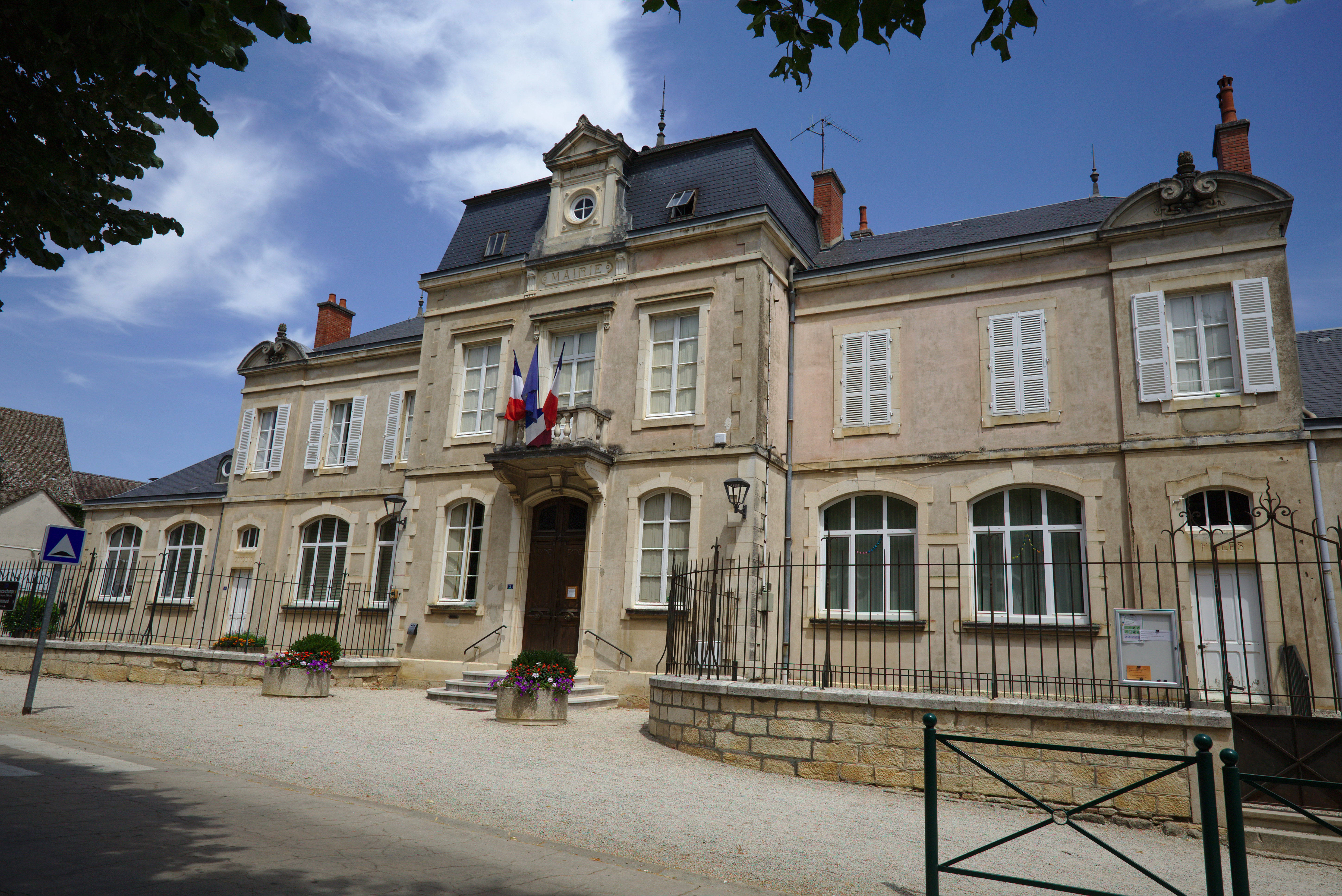
波马尔市政厅

波马尔的现任市长为雅克·弗罗泰先生（Jacques FROTEY），他的党籍不详，在2020年的市政选举中获得了100%的支持率（无其他候选人）。
在2022年的法国总统大选的第二轮选举中，法国第25任总统埃马纽埃尔·马克龙在波马尔获得了69.32%的支持率。

## 人口
2022年，波马尔市镇人口数量为444，在法国排名第17,746位。其中男性200人，女性243人，75岁及以上人口占8.7%，外籍人口数量为14人，人口密度为44人/平方公里，当地居民被称为（男性）或（女性）。2015至2021年间，波马尔的人口增长率为–2.6%。2022年，波马尔境内出生4人，死亡人口5人。
| 波马尔1901年－2022年人口变化情况 |
|                                  |
| 数据来源：Cassini、INSEE         |

## 经济
INSEE于2020年波马尔将划入博讷就业区（Zone d'emploi de Beaune），并又于2022年将其划入博讷生活区（Bassin de vie de Beaune）。截至2023年底，波马尔市镇范围内共有活跃企业72家，其中2.8%的员工总数在9人及以下；按照产业分类，当地一、二、三产业占比分别为47.2%、8.4%和44.5%；（葡萄酒销售）、（葡萄酒种植）及（葡萄酒种植）是当地2022年已公布营业额最高的三个企业，分别为3,327,642欧元、3,260,478欧元和2,435,145欧元。

## 财政与居民收入
2023年，波马尔的财政收入总额为598,930欧元，财政支出总额为443,860欧元，当年的债务总额为472,550欧元。2023年，波马尔市镇通过增值税获得30,180欧元的收入，此外当地还共获得了45,020欧元的国家直接财政补助。
| 波马尔居民收入情况                                                                                 | 波马尔居民收入情况  | 波马尔居民收入情况  | 波马尔居民收入情况  |
| 内容                                                                                               | 波马尔              | 科多尔省            | 法國                |
| -------------------------------------------------------------------------------------------------- | ------------------- | ------------------- | ------------------- |
| 居民平均时薪                                                                                       | 不详                | 15.5欧元（2022年）  | 17欧元（2022年）    |
| 高级职员人均时薪                                                                                   | 不详                | 25.7欧元（2022年）  | 29.1欧元（2022年）  |
| 中级职员人均时薪                                                                                   | 不详                | 16欧元（2022年）    | 16.6欧元（2022年）  |
| 普通职员人均时薪                                                                                   | 不详                | 12欧元（2022年）    | 12.1欧元（2022年）  |
| 工人人均时薪                                                                                       | 不详                | 12.4欧元（2022年）  | 12.5欧元（2022年）  |
| 贫困率                                                                                             | 不详                | 11.8%（2021年）     | 14.5%（2021年）     |
| 青壮年（15至64岁）失业率                                                                           | 5.7%（2021年）      | 10%（2021年）       | 10.4%（2021年）     |
| 家庭总数                                                                                           | 194（2022年）       | 330（2022年）       | 1,160（2022年）     |
| 征税家庭数量占比                                                                                   | 60.3%（2023年）     | 55.8%（2022年）     | 44.8%（2022年）     |
| 家庭年均纳税                                                                                       | 7,651欧元（2023年） | 3,821欧元（2022年） | 4,481欧元（2022年） |
| *注：INSEE未公布2,000人口以下市镇的部分经济数据。 资料来源：INSEE、L'Internaute、Le Journal du Net |                     |                     |                     |

## 社会事务

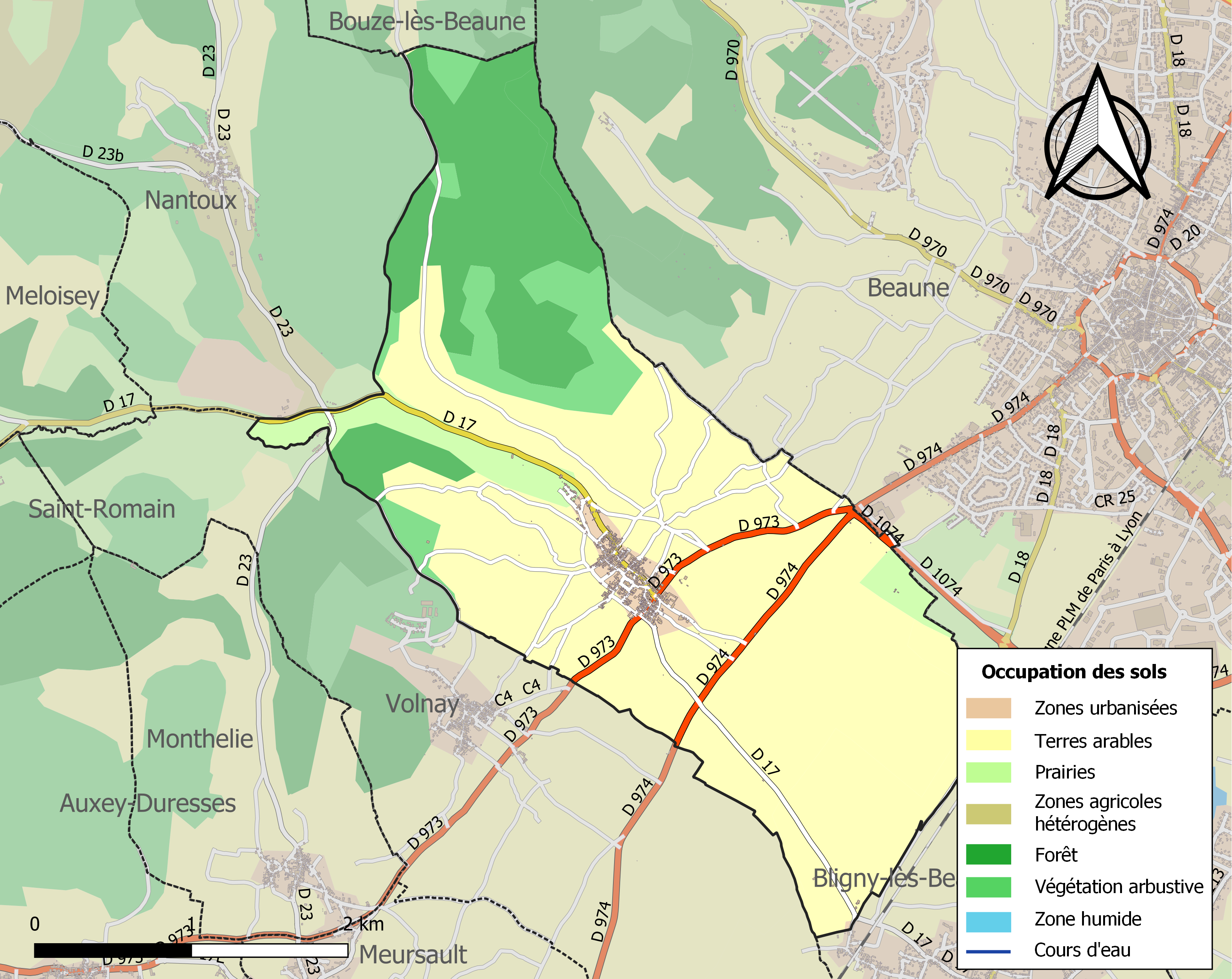
波马尔土地利用情况地图

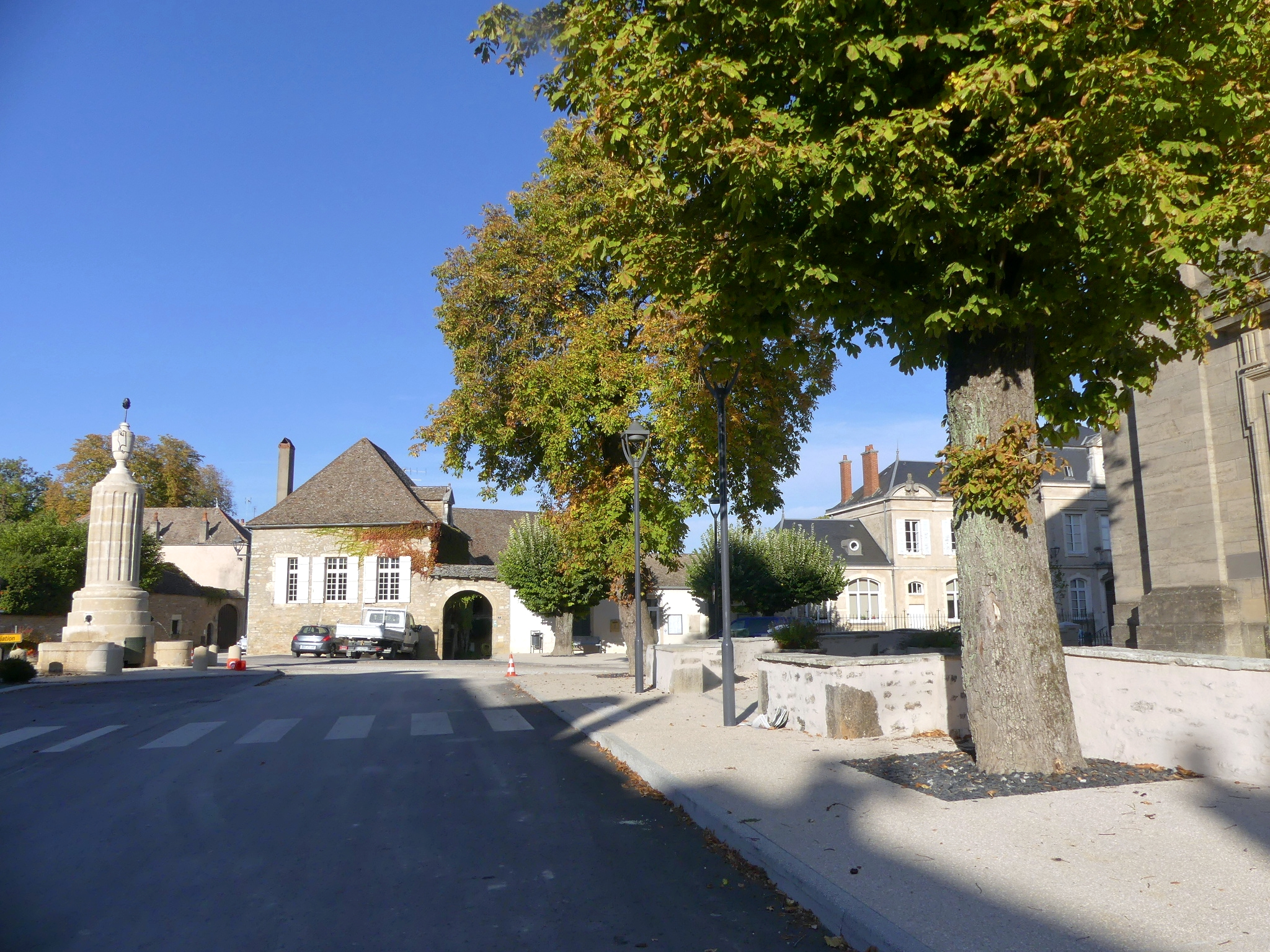
阿尔蒂绍广场

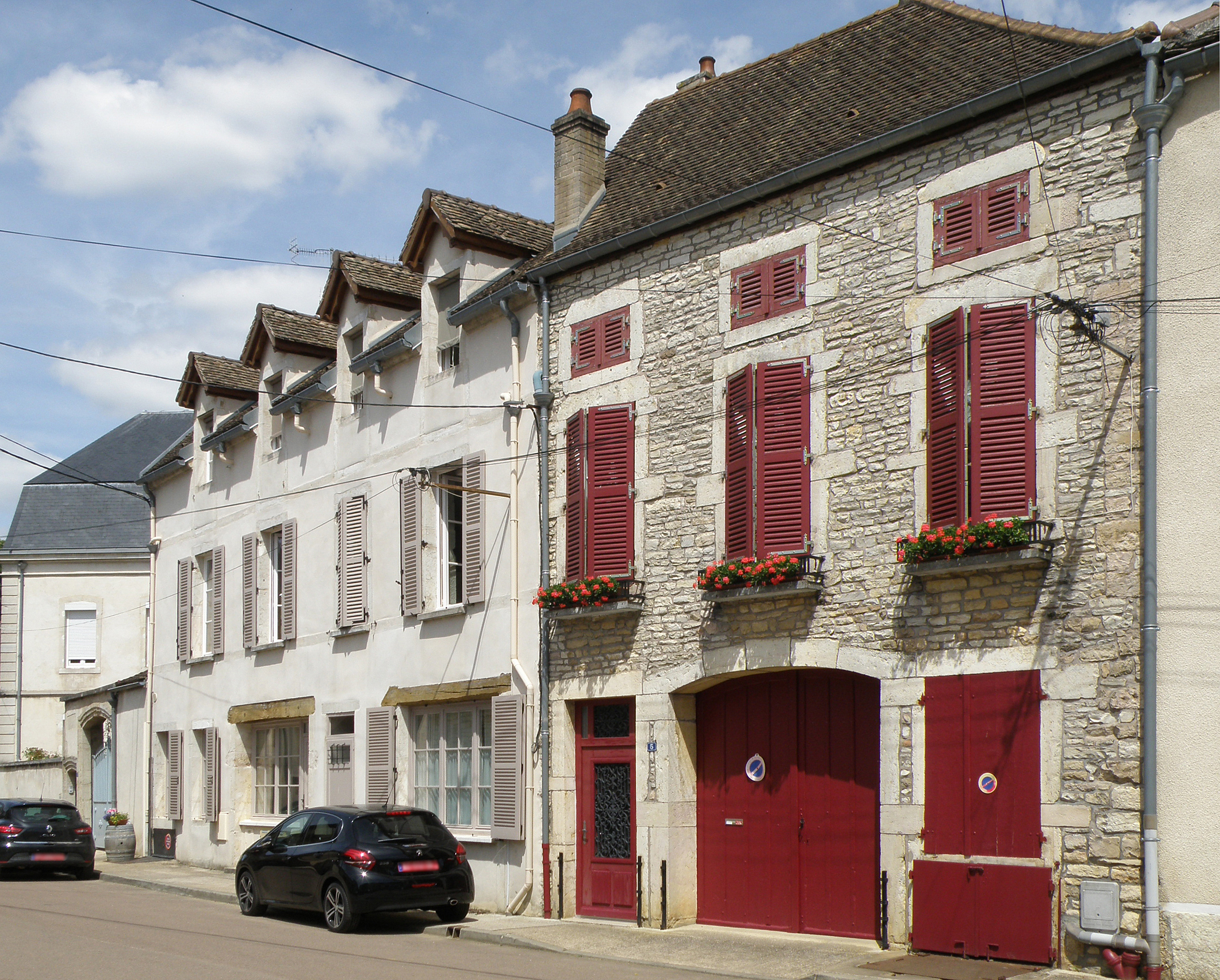
弗朗科尔尚街两侧的民居

### 教育
波马尔属于第戎学区。截至2023年1月1日，波马尔境内共有1所小学。

### 医疗
截至2023年1月1日，波马尔境内共有全科医生1名，无其他医疗设施及机构。
距离波马尔最近的区域性医疗机构为博讷中心医院，其全名为“好人菲利普中心医院”（Centre Hospitalier de Philippe le Bon），其主病区“人民医院”（Hospices Civils）位于博讷市区西北部，距离波马尔市区的正常车程大约10分钟，该院设有床位284个，是博讷区内规模最大的公立综合性医院。

### 住房
2021年，波马尔境内共有各类住房302套，其中88.1%为独立式住宅，11.3%为集中式住宅。常住房屋占波马尔市镇范围内居民建筑总量的69.2%。2023年，波马尔的居住税率为10.98%，不动产税率为40.12%（其中空置土地的不动产税率为22.16%）。
在住房保障政策方面，2023年，波马尔境内共有50户家庭获得了家庭津贴补助，受益人数占总人口数量的11.3%，其中0份为房租补助。

### 商业
2021年，波马尔境内共有各类实体商铺15家，其中餐厅3家、面包房1家、肉铺1家、美容美发店2家、汽车维修店2家。

### 体育
2023年，波马尔境内有1处网球场。
截至2025年6月，波马尔境内暂无任何注册足球俱乐部。

### 环境
波马尔的环境事务由其所属的博讷城市圈公共社区联合各级政府协调负责。2021年，波马尔境内暂无污染企业。

### 治安
2024年，波马尔市镇范围内累计记录各类案件13起，其中盗窃类案件6起，人身侵犯类案件2起，毒品交易类案件2起。

## 文化

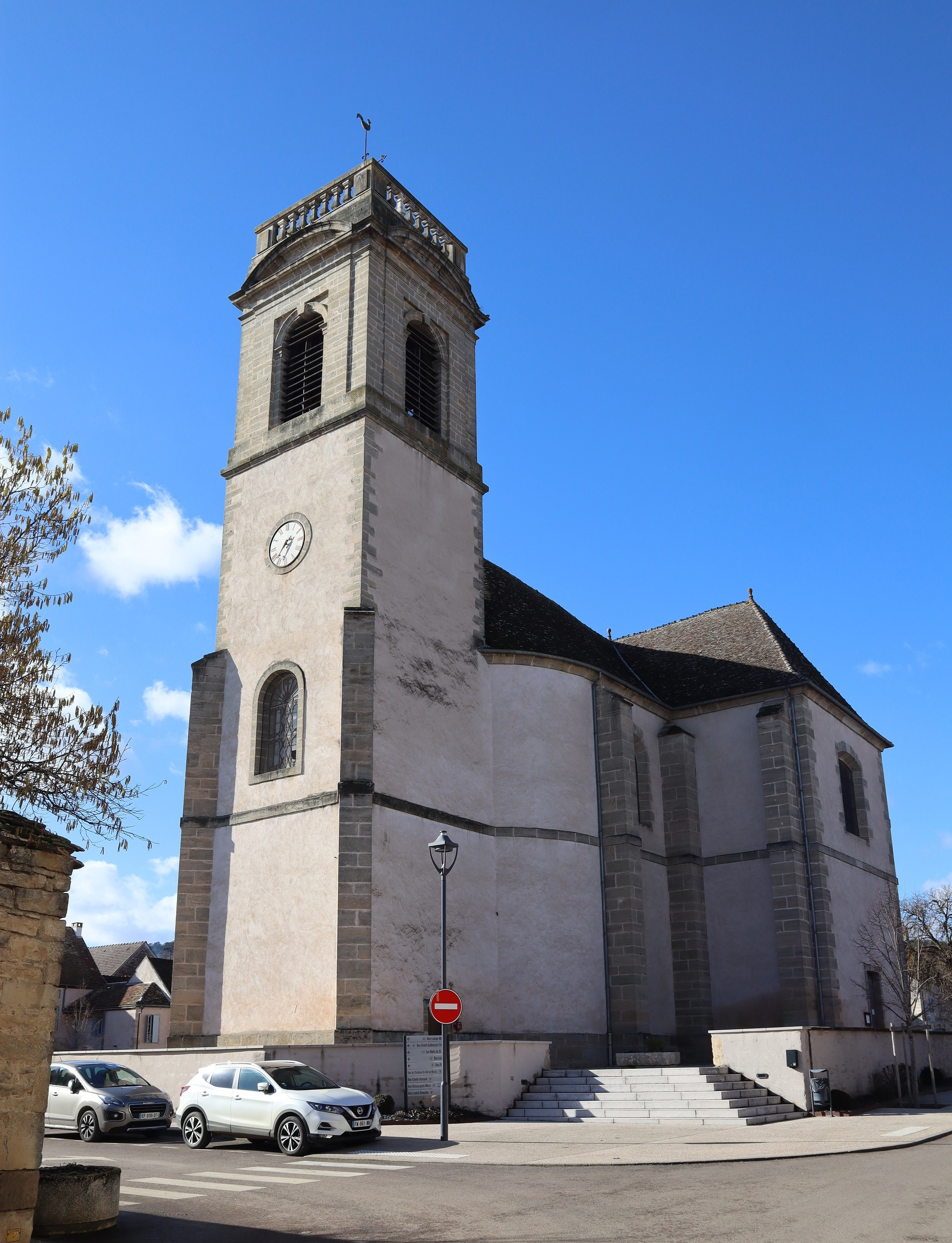
圣菲利普-圣雅克教堂

2021年，波马尔境内暂无任何文化设施。

### 建筑
截至2025年6月，波马尔境内共有1处建筑被列入法国国家文物保护单位，为圣菲利普-圣雅克教堂（Église Saint-Philippe-et-Saint-Jacques de Pommard），此外波马尔城堡亦是当地的一处地标性建筑物。

### 旅游
波马尔的旅游事务由其所属的博讷城市圈公共社区联合各级政府协调负责。2024年，波马尔境内共有1家酒店共计12间房间。

### 媒体
法国主要的媒体均可在波马尔接收，法国电视三台下属的勃艮第-弗朗什-孔泰大区频道在部分时段播出波马尔所在科多尔省的地方新闻。《公共财产报》、Ici勃艮第等是当地主要的地方性媒体。

### 葡萄酒
波马尔是勃艮第产区的组成部分，以“波马尔”命名的葡萄酒于1936年获得原产地命名控制。

## 友好城市
截至2025年6月，波马尔共与两座城市建立了友好城市关系：
- 德国 纳肯海姆
- 比利时 弗朗科尔尚